# Catocala nymphaea
Catocala nymphaea is een vlinder uit de familie van de spinneruilen (Erebidae). De wetenschappelijke naam van de soort is voor het eerst geldig gepubliceerd in 1787 door Esper.
Deze nachtvlinder komt voor in Europa.